# Raabs (Herrschaft)
Die Herrschaft Raabs war eine Grundherrschaft im Viertel ober dem Manhartsberg im Erzherzogtum Österreich unter der Enns, dem heutigen Niederösterreich.

## Ausdehnung
Die Herrschaft, zu der auch Kollmitz, Pfaffenschlag, Liebenberg und der Edelsitz Radl zählten, umfasste zuletzt die Ortsobrigkeit über Aigen, Diemschlag, Liebenberg, Lindau, Modsidl, Oberndorf-Raabs, Pomerstorf, Markt Raabs, Radl, Sauggern, Zabernreith, Kollmitzdörfel, Kollmitzgraben, Sabatenreith, Schweinburg, Weniapons, Fistritz und Pfaffenschlag. Der Sitz der Verwaltung befand sich in der Burg Raabs.

## Geschichte
Letzte Inhaberin der Allodialherrschaft war Leopoldine Freifrau von Kaiserstein, geborne Freiin von Bartenstein, als mit den Reformen 1848/1849 die Herrschaft aufgelöst wurde.